# Strade statali in Italia
In Italia sono definite strade statali le arterie di interesse nazionale. Infatti il Codice della strada definisce statali le strade che «costituiscono le grandi direttrici del traffico nazionale, congiungono la rete viabile principale dello Stato con quelle degli Stati limitrofi, congiungono tra loro i capoluoghi di regione/provincia...»

## Storia
Sin dalle riforme seguite alla nascita del Regno d'Italia, lo Stato si fece carico della realizzazione e della manutenzione di una rete primaria di strade per i collegamenti tra le principali città; nel 1865 la legge Lanza introdusse la classificazione delle strade tra nazionali, provinciali e comunali (cfr. Allegato F, art.10) ed il Regio Decreto 17 novembre 1865, n. 2633 elencò le prime 38 strade nazionali.
A seguito dei lavori di estensione della rete stradale, la prima revisione dell'elenco avviene nel 1884 con il Regio Decreto n. 2197 che riporta le 90 strade nazionali del Regno.
Nei decenni successivi lo Stato investì significativamente nella realizzazione di strade, in particolare nel Sud, ma queste strade vennero progressivamente delegate alle province, provocando paradossalmente una riduzione dell'estensione della rete di strade nazionali a fronte di un forte aumento delle strade provinciali. Inoltre, la rete stradale era considerata complementare a quella ferroviaria, su cui viaggiava il traffico a lunga percorrenza, al punto che per lungo tempo vi fu il divieto di classificare come nazionali le strade su percorsi già serviti dalla ferrovia.
L'avvenuta estensione della rete stradale rese necessario nel 1911 un aggiornamento dell'elenco redatto quasi 30 anni prima, formalizzato con il Regio Decreto n. 221 che comprende 84 strade nazionali.
L'avvento dell'automobile, che richiedeva la disponibilità di strade veloci e ben pavimentate, cambiò la situazione, e nel primo dopoguerra si decise di rimettere mano alla questione. Si fronteggiarono due teorie contrapposte, legate ai desideri di espansione di enti pubblici tra di loro concorrenti: le Province premevano per ricevere in gestione anche tutte le residue strade nazionali, mentre il Genio civile, che allora accentrava la gestione dei lavori pubblici, proponeva un reinvestimento in una rete di strade di diretta gestione statale.
Un primo passo fu compiuto con il Regio Decreto n. 2056 del 15 novembre 1923, che riordinò ulteriormente la classificazione delle strade. L'elenco delle 118 strade cominciava dalla strada nazionale 1 Padana superiore e terminava con la strada nazionale 118 in Sardegna. Cadde anche il divieto di sovrapposizione con i percorsi ferroviari, dando il via alla progressiva sostituzione dei trasporti ferroviari con quelli stradali.
La riforma del 1923 non risolveva tuttavia la questione delle competenze, e di fatto non fu attuata. Il crescente accentramento di potere del regime fascista portò comunque alla definitiva affermazione del modello di gestione centralista, che culminò nel 1928 con la fondazione dell'Azienda Autonoma Statale della Strada (AASS) (legge 17 maggio 1928, n. 1094, G.U. n. 127 del 31/05/1928), che poi dal 1946 si trasformerà in ANAS.
Con l'istituzione dell'AASS, per la prima volta vi fu un ente che si occupò in esclusiva delle strade dello Stato; contemporaneamente, vennero istituite 137 strade statali, per la maggior parte riprendendo e rinumerando le 118 strade del decreto precedente, da SS 1 (Via Aurelia) a SS 137 (in Dalmazia nell'attuale Croazia). Questa numerazione è tuttora in uso, salvo le modifiche dovute a cambiamenti di tracciato o di confini nazionali.
Per queste prime strade le progressive cominciavano, passavano e terminavano sempre nei centri delle città (la progressiva delle strade statali che partono da Milano comincia in piazza Duomo), seguendo i tracciati antichi. Sette di queste strade sono state cedute alla Jugoslavia con il trattato di Parigi del 1947.
Nel 1942, con l'annessione all'Italia di nuovi territori in Slovenia e in Dalmazia, furono classificate nella provincia di Cattaro due nuove strade (SS 138 e SS 139), oltre all'estensione della rete nella provincia di Lubiana (SS 56, SS 57 bis, SS 58 con diramazioni, SS 58 bis e SS 58 ter), in quella di Fiume (SS 14 e SS 14 bis) e in quelle di Zara e Spalato (SS 135, SS 136 e SS 137 con diramazioni); anche queste strade sono state cedute alla Jugoslavia con il trattato di Parigi del 1947.
Sulla base della legge 126 del 1958 sulle strade pubbliche, lo Stato cominciò a classificarne molte altre, anche di importanza minore, garantendo investimenti e manutenzione a spese dello Stato in ogni angolo d'Italia; a oggi, la numerazione delle strade statali ha superato il numero 750. Per queste ultime strade, le progressive venivano fatte iniziare al termine dell'abitato della città da cui partivano.
A partire dalla metà degli anni '60, l'ANAS cominciò a costruire anche una rete di superstrade che spesso affiancavano o completavano i percorsi delle strade statali, ma formalmente non le sostituivano. Queste strade, inizialmente denominate nei modi più disparati, vennero successivamente catalogate sotto il nome di nuova strada ANAS (NSA), anch'esso seguito da un numero progressivo. Nel tempo, molte delle nuove strade ANAS sono poi state riclassificate come strade statali, sia come nuovo percorso di una strada statale esistente, sia come nuova strada statale a sé stante con un nuovo numero.
Nel 2001, in conseguenza delle riforme federaliste di fine anni '90, moltissime strade statali vennero cedute alle Regioni, e da esse alle Province; lo Stato mantenne per sé solo una ossatura di strade fondamentali, nonché quelle che portano ai principali posti di confine con altri Stati. Dal punto di vista della classificazione, questo ha determinato una estrema e confusionaria varietà di nuove sigle e numerazioni delle strade, eseguite autonomamente da ogni ente locale senza un criterio comune; di conseguenza, spesso nell'uso comune le strade hanno continuato a essere identificate come "ex strada statale numero...".
Dal 2018, di fronte alla difficoltà da parte di molti enti locali di garantire la manutenzione delle ex strade statali, è stato avviato un progetto di "rientro strade" che prevede la restituzione all'ANAS di quasi 7000 km di strade, scaglionate in due fasi. Conseguentemente, queste strade hanno nuovamente assunto la preesistente numerazione di strada statale già rimossa nel 2001.

## Generalità
Quella di strada statale è una classificazione amministrativa. Il codice della strada italiano definisce tali le strade che:
- costituiscono le grandi direttrici del traffico nazionale;
- congiungono la rete viabile principale dello Stato con quelle degli Stati limitrofi;
- congiungono tra loro i capoluoghi di regione ovvero i capoluoghi di provincia situati in regioni diverse, ovvero costituiscono diretti e importanti collegamenti tra strade statali;
- allacciano alla rete delle strade statali i porti marittimi, gli aeroporti, i centri di particolare importanza industriale, turistica e climatica;
- servono traffici interregionali o presentano particolare interesse per l'economia di vaste zone del territorio nazionale.

Le strade statali possono essere definite tecnicamente come strade extraurbane principali (strada di tipo B) o come strade extraurbane secondarie (strada di tipo C). Le strade statali che attraversano centri abitati con popolazione di almeno 10 000 abitanti sono strade urbane (tipo D e E) di competenza dei relativi comuni. Le strade statali che attraversano centri o nuclei abitati con popolazione inferiore a 10 000 abitanti sono strade urbane (tipo D e E) di competenza del Comune, previo nulla osta dell'Anas.
I tracciati di alcune statali derivano da antiche strade romane, come ad es. la strada statale 7 Via Appia, che ripercorre a grandi linee la tratta dell'omonima strada romana.
Sono strade statali in quanto gestite dall'ANAS anche le strade identificate dalla sigla NSA.

## Estensione e gestione
La rete statale conta circa 25.000 km di strade identificate con la sigla SS.
L'ente che gestisce tali strade, a totale partecipazione statale, è l'Anas S.p.A. (Azienda Nazionale Autonoma delle Strade), fondata nel 1946, sulle ceneri della vecchia AASS (Azienda autonoma delle strade statali) a sua volta istituita nel 1928. A causa dei processi di urbanizzazione, la stessa ha dismesso alcuni tratti di statali, in seguito alla loro acquisizione da parte dei Comuni interessati, che ora quindi ne curano la manutenzione.

## Nomenclatura

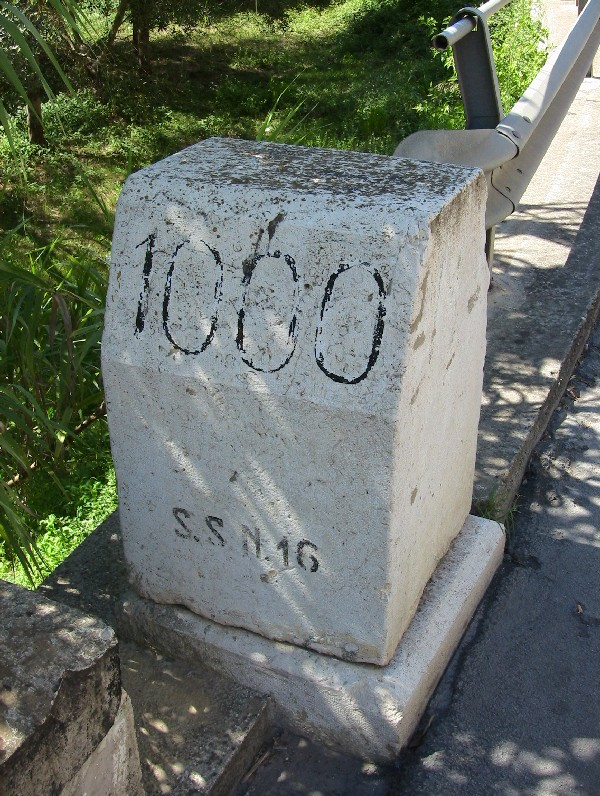
Pietra miliare della strada statale 16 Adriatica (km 1000), a Otranto

Le strade statali italiane sono identificate da un numero e da un nome. Nei segnali stradali e nelle mappe il numero è preceduto dalla sigla SS, acronimo di strada statale. La nomenclatura delle strade statali gestite dall'ANAS segue, generalmente, lo schema SS n, dove n è un numero che va dall'1 (Aurelia) fino ad arrivare al 760 (Tangenziale Est Di Saluzzo) a seconda della data di istituzione della statale.
Le strade ANAS di nuova realizzazione, non ancora classificate, sono identificate dalla sigla NSA (nuova strada ANAS).
Sono detti "tratti stradali declassati/riclassificati" o "strade declassate/riclassificate" quei percorsi viari ceduti al demanio delle regioni, delle province o dei comuni, in conformità ai principi stabiliti dal comma 9 dell'art. 2 del Codice della strada.
Le eventuali diramazioni portano invece il numero della statale da cui si diramano, seguito da dir (diramazione), var (variante), racc (raccordo), radd (raddoppio), oppure bis, ter, quater ecc.; in alcuni casi viene utilizzata una combinazione di queste designazioni (es. SS 7 bis/var).
Per indicare un punto determinato di una strada statale, si usa indicarne la distanza chilometrica dal punto iniziale (ad esempio: il km 18,500 della strada statale 20 del Colle di Tenda e Valle Roja indica il luogo lungo la SS 20 a 18,5 km da Torino verso Ventimiglia). A questo scopo, lungo le strade statali sono disposte apposite pietre miliari o, più modernamente, cartelli stradali distanziati di un chilometro, numerati progressivamente. Inoltre ogni cento metri vengono posizionati dei cartelli più piccoli che indicano il chilometro espresso sull'ultima pietra miliare o cartello facente scopo e la distanza da questa in numeri romani (I per i 100 m, II per i 200 m, III per i 300 m e così via) per permettere un'identificazione più facile e dettagliata del punto indicato.

### Numerazione delle prime 139 statali
La numerazione delle strade da 1 a 139 fu fatta col seguente criterio:
- Da 1 a 8: vie consolari con inizio a Roma. L'ordine è dato ponendo come prima la Via Aurelia e numerando le altre in senso orario:
  - SS 1 - via Aurelia, che percorre la costa tirrenica e ligure, sino al confine francese;
  - SS 2 - via Cassia, verso la Toscana interna;
  - SS 3 - via Flaminia, verso l'Adriatico, passando per Umbria, Marche e Romagna;
  - SS 4 - via Salaria, verso l'Adriatico, passando per la Sabina e le Marche meridionali;
  - SS 5 - via Tiburtina Valeria, verso l'Adriatico, passando per l'Abruzzo;
  - SS 6 - via Casilina, verso il Lazio meridionale;
  - SS 7 - via Appia, verso l'Adriatico, passando per la Campania interna, la Basilicata e la Puglia;
  - SS 8 - via del Mare, sino al lido di Ostia, senza uscire dal comune di Roma.
- SS 9: via Emilia, grande via consolare che, partendo dalla via Flaminia, congiunge la costa adriatica riminese con il capoluogo lombardo.
- Da 10 a 19: vie dorsali di estensione nazionale. L'ordine segue le rappresentazioni geografiche, andando prima da nord-ovest a nord-est, poi verso sud passando per il centro.
- Da 20 a 139: dorsali di estensione regionale o inter-regionale, minore della serie precedente. L'ordine è quello precedente e a grandi linee si può osservare una suddivisione regionale:
  - 20-34: Piemonte, Liguria e Valle d'Aosta (la 33 anche Lombardia);
  - 35-44: Lombardia e Trentino-Alto Adige (numero crescente da ovest verso est);
  - 45 e 45 bis: tagliano il nord Italia;
  - 46-61: Triveneto e zone attualmente slovene e/o croate, solitamente da ovest verso est;
  - 62-79: Emilia-Romagna (la 62 anche Liguria, Lombardia e Veneto), Toscana, Umbria e Marche.
- La numerazione procede da nord avanzando verso sud:
  - 80-87: Lazio, Abruzzo e Molise (la 85 e la 87 anche Campania). Si noti che il Lazio ne possiede poche, visto che molte sono già classificate tra le prime otto;
  - 88-104: Campania, Puglia e Basilicata;
  - 105-112: Calabria;
  - 113-124: Sicilia;
  - 125-134: Sardegna;
  - 135-137: Dalmazia, zone di Zara e Spalato, ora in Croazia;
  - 138-139: Dalmazia, zona di Cattaro, ora in Montenegro (classificate nel 1942).
- Dalla 140 in poi le strade statali sono state istituite secondo tempi e modalità differenti dalla logica precedente.

## Le strade statali dismesse
In Trentino-Alto Adige la gestione delle strade statali è dal 1998 delegata alle Province autonome di Trento e di Bolzano in applicazione delle modifiche apportate dal decreto legislativo 2 settembre 1997, n. 320.
Con il decreto legislativo 31 marzo 1998, n. 112, attuato dal D.P.C.M. del 21 febbraio 2000, molte strade, o tratti di strada, sono stati ceduti dal demanio stradale nazionale ai demani regionali, sollevando l'ANAS dalla loro gestione. La maggior parte delle regioni ha ceduto alle province la gestione delle statali declassate. Il Friuli-Venezia Giulia, il Lazio e il Veneto hanno creato per la gestione delle ex statali proprie società (rispettivamente Friuli Venezia Giulia Strade, ASTRAL e Veneto Strade).
Acquisite le ex statali le province e le regioni hanno provveduto a cambiare la numerazione delle stesse, a volte limitandosi a sostituire SS con SR (strada regionale) o con SP (strada provinciale), mantenendo il numero quando ciò non creava conflittualità di numerazione con le strade regionali o provinciali esistenti; altre volte hanno cambiato anche numero.

### Le classificazioni delle ex statali regione per regione
Le classificazioni riportate nei seguenti paragrafi sono reperite o dalla segnaletica installata o da elenchi presenti nei siti web delle province, con beneficio d'inventario.
Regioni con ex statali con la sigla SR
- In Toscana[14], Abruzzo[15] e Umbria[16] le ex statali vengono indicate come SR (es. SR 11), anche se in tutte queste regioni la gestione di tali strade è stata delegata alle province; fanno eccezione le province di Chieti[17] e Teramo[18] che hanno riclassificato le ex strade statali con la sigla SP (la Provincia di Chieti le ha anche rinumerate).

Non è nota la classificazione delle ex statali nelle province di Livorno e Massa-Carrara;
- in Lazio le ex statali sono gestite dalle province; alcune ex statali sono state classificate come SR, strade regionali, e mantengono il numero di quando erano statali, altre ex statali invece sono state classificate come SP e rinumerate[19]. Non è nota la classificazione delle ex statali nella provincia di Frosinone;
- in Piemonte le ex statali sono divenute strade regionali e successivamente date in gestione alle province. La classificazione delle ex statali varia da provincia a provincia. Nella provincia di Torino le ex strade statali trasferite dal demanio regionale a quello provinciale sono state classificate come strade di I categoria e quindi come SSP (ad es. SSP 24) e non come SR[20]. La provincia di Cuneo ha mantenuto la numerazione delle strade statali cambiando la sigla in SP, tuttavia per alcune strade ha aggiunto una cifra poiché la numerazione era già usata per altre strade provinciali mentre solo 3 strade, pur gestite dalla omonima provincia, sono indicate dalla sigla SR, infine due strade ex statali indicate in origine come dir e bis sono state indicate da un nuovo numero progressivo e dalla sigla SP[21]. La provincia di Alessandria ha mantenuto la numerazione delle strade statali cambiando la sigla in SP, tuttavia alcune ex strade statali hanno perso il suffisso dir o var[22]. La provincia di Novara ha mantenuto la numerazione cambiandone solo la sigla in SP[23]. Non è nota la classificazione delle ex statali nelle province di Alessandria, Biella, Vercelli e Verbano-Cusio-Ossola;
- in Friuli-Venezia Giulia dal 1º gennaio 2008 le strade statali dismesse e passate alla regione sono gestite dalla società regionale Friuli Venezia Giulia Strade e sono classificate come SR mantenendo la stessa numerazione. Alcune hanno mantenuto la denominazione di strada statale (SS)[24];
- in Veneto le strade statali dismesse sono gestite dalla società regionale Veneto Strade che le ha classificate in parte come SR (quelle di maggiore importanza), e in parte come SP (strade provinciali) nonostante che la loro gestione non sia in capo alle province. Alcune di queste strade (quelle con la numerazione bis, ter, dir, ...) sono anche state rinumerate[25]; le strade ex statali in provincia di Vicenza sono invece quasi tutte gestite dalla società Vi.Abilità S.p.a (della provincia di Vicenza per il 95%, di Veneto Strade per il 5%) che le ha riclassificate in SP[25];
- in Puglia le ex statali sono state rinominate in provinciali e hanno ricevuto anche una nuova numerazione[26]; non è nota la classificazione delle ex statali nella provincia di Taranto; in ogni caso la strada della Murgia centrale nel primo periodo di apertura è stata classificata come SR 6. Successivamente la gestione della SR 6 è stata trasferita alla provincia competente che l'ha rinumerata e riclassificata.
- in Valle d'Aosta le strade regionali esistono sin dal 1950; nel 1994 quattro strade statali vennero declassate a strade regionali, ricevendo una nuova numerazione progressiva successiva a quelle già esistenti[27].

Regioni con ex statali senza la sigla SR
- In Campania la ex provincia di Napoli ha rinumerato e riclassificato le ex statali[28]; non è nota la classificazione delle ex statali nelle altre province;
- in Basilicata[29] le strade ex statali sono indicate come SP ex SS (ad es. SP ex SS 11); non è nota la classificazione delle ex statali in provincia di Matera;
- in Calabria la provincia di Reggio Calabria[30], la provincia di Crotone[31] e la Provincia di Vibo Valentia[32] hanno proceduto alla completa rinumerazione delle ex strade statali con la sigla SP, nella provincia di Cosenza le strade ex statali sono indicate come SP ex SS[33]; non è nota la classificazione delle ex statali in Provincia di Catanzaro.
- in Molise le ex statali sono state rinominate in provinciali e hanno ricevuto anche una nuova numerazione nella provincia di Campobasso[34]; nella provincia di Isernia le ex statali sono indicate come SP ex SS[35][36];
- in Liguria[37] le strade ex statali sono state riclassificate in SP ma non sono state rinumerate; in provincia di Imperia sono invece indicate come SP ex SS[38];
- nelle Marche le ex statali sono indicate come SP con la vecchia numerazione[39]; le province di Ascoli Piceno[40] e Fermo[41] hanno rinominato le ex strade statali con un nuovo numero progressivo (ad es. la ex SS 78 è divenuta SP 237);
- in Emilia-Romagna le strade ex statali vengono classificate con la sigla SP R (es. SP 10 R) in provincia di Reggio Emilia, Parma e Rimini[42] mentre vengono indicate senza l'aggiunta della R in provincia di Bologna[43], Modena[44], Piacenza[45], Ravenna[46]. La provincia di Forlì-Cesena ha rinumerato le strade provinciali (ad esempio l'ex SS 254 è l'attuale SP 2)[47]. Non è nota la classificazione nella provincia di Ferrara;
- la Regione Lombardia recependo la normativa nazionale mediante la legge regionale nº 1 del 2000 ha deliberato la devoluzione alle proprie province delle strade a sua volta devolutele dallo Stato. Le province di Bergamo[48], Lecco[49] e Varese[50] hanno mantenuto la vecchia numerazione cambiando solo la classificazione in SP. La Provincia di Brescia usa invece la sigla SP BS con la vecchia numerazione[51]; la provincia di Cremona indica le ex statali come CR SP ex SS[52]; le province di Lodi[53], Milano[54] e Pavia[55] hanno riclassificato le ex statali in SP ex SS mantenendo la vecchia numerazione; la provincia di Sondrio ha rinumerato e classificato come SP le ex statali[56]; non è nota la classificazione delle ex statali nelle province di Como, Mantova e Monza e Brianza;
- in Trentino - Alto Adige nella provincia autonoma di Trento (che si è vista trasferire dall'ANAS la gestione di tutte le strade statali) le strade statali mantengono usualmente l'indicazione SS (es. SS 12)[57]. Anche nella provincia autonoma di Bolzano le strade statali, pur gestite dalla Provincia Autonoma (anche qui l'ANAS ha trasferito la gestione di tutte le strade statali), mantengono la classificazione SS (strade statali/Staatstraßen) mentre le restanti strade provinciali vengono indicate come SP/LS (strade provinciali/Landestraßen)[58];
- in Sicilia e Sardegna non sono presenti strade regionali in quanto Anas gestisce anche la rete di interesse regionale. L'unica strada totalmente declassificata e stralciata dall'elenco, la SS 570 di Monte Albo, è ritornata alla competenza della provincia di Nuoro senza mantenere nessun riferimento. La SS 642 di Camastra, invece, è stata classificata come statale e successivamente stralciata prima della sua realizzazione, mai avvenuta.

## Elenco delle strade statali italiane
Nelle sottopagine che seguono vi è l'elenco delle strade statali.
- Prima parte (da  a )
- Seconda parte (da  a )
- Terza parte (da  a )
- Quarta parte (da  a )
- Quinta parte (da  a )
- Sesta parte (da  a )
- Settima parte (da  a )
- Ottava parte (da  a )

## Riferimenti normativi
- Allegato F, titolo II della legge 20 marzo 1865, n. 2248